# María Teresa Sesé
María Teresa Sesé Lazcano (San Sebastián, Guipúzcoa, 4 de octubre de 1917-2019), es una escritora española de más de 500 novelas rosas entre 1940 y 1983, siendo ampliamente reeditada y traducida a portugués, sus últimas novelas fueron firmadas como Maite Lazcano. También utilizó el nombre de Maite Lazkano para publicar algunos relatos en euskera.

## Biografía
María Teresa Sesé Lazcano nació el 4 de octubre de 1917 en San Sebastián, hija de padre aragonés y madre vizcaína. Hablaba y escribía en español y francés, y se defendía en euskera, idioma que perfeccionaría tras su jubilación.
Comenzó a publicar en 1940 para la Editorial Pueyo y más tarde para la Editorial Bruguera, siendo una de las escritoras más populares y prolíficas. La Editorial Bruguera llegó a pagarle 8000 pesetas por cada obra. Sin embargo, no guarda buena opinión del género de novelas que le dio la fama:

“Mientras haya muchachas de quince o veinte años, seguirán escribiéndose (novela rosa). No es una literatura para el gran público; es un género muy limitado, por el grupo de lectoras para quien se escribe.”
María Teresa Sesé

También utilizó en los últimos años de su carrera el seudónimo de Maite Lazcano y el de Maite Lazkano para publicar algunos relatos en euskera.

### Como María Teresa Sesé
- Un padrino despreocupado (1940)
- La princesa Kali (1941)
- Elena de Ballencourt (1942)
- Federica (1943)
- Marido de un día (1943)
- La aventura de una maniquí (1944)
- La vida de Isabel (1944)
- Mi pequeña historia (1944)
- Completamente sola (1945)
- El príncipe Chang (1945)
- El sino de los Campanales (1945)
- Fantasías (1945)
- Igual que un cuento (1945)
- La catástrofe de mi vida (1945)
- Un extraño doctor (1945)
- Un mes de permiso (1945)
- Una familia asombrosa (1945)
- Al fin salió el Sol (1946)
- Conciertos (1946)
- Egoísmos humanos (1946)
- La incógnita (1946)
- Las vacaciones del Doctor Zarate (1947)
- Recuerdos (1947)
- Sucedió así (1947)
- Todo acaba bien (1947)
- Un viaje a la capital (1947)
- Otro rumbo (1948)
- Paloma (1948)
- Pasajes de una vida (1948)
- La casa del norte (1949)
- Un hilo de oro (1949)
- Veraneo (1949)
- Con aroma de frutas (1950)
- El torbellino rosa (1950)
- Extraño misterio (1950)
- Los rubores de Irene (1950)
- Vidas cambiadas (1950)
- El hombre de los ojos claros (1951)
- El legado de tío Cosme (1951)
- María Isabel (1951)
- Otra vez de veraneo (1951)
- Sabor a miel (1951)
- A la conquista del mundo (1952)
- Cosas que pasan (1952)
- Cuando menos se piensa (1952)
- El palacio del mandarín (1952)
- Esposa provisional (1952)
- La historia se repite (1952)
- Mercedes (1952)
- Monique (1952)
- Nadie sabía por qué (1952)
- Tardes de domingo (1952)
- Temores (1952)
- Volveré (1952)
- Aventura en Oriente (1953)
- Final de dos historias (1953)
- Flechazo (1953)
- La juventud sabe olvidar (1953)
- Las terquedades de Trini (1953)
- Primero se sueña (1953)
- Un viaje a París (1953)
- Aquella voz (1954)
- Aromas del pasado (1954)
- Como perro y gato (1954)
- Completamente loca (1954)
- Desde la cuna (1954)
- Desde que era un comino (1954)
- Desde siempre (1954)
- Dos mentirosos (1954)
- Dulces recuerdos (1954)
- No te alejes de mí (1954)
- Olvido en el corazón (1954)
- Sin esperanzas (1954)
- Toda una mujer (1954)
- Tres compañeras (1954)
- Un mundo para dos (1954)
- Y la vida sigue (1954)
- Zarate, el marino (1954)
- Boda por poderes (1955)
- Colegialas en Hollywood (1955)
- Corazón que espera (1955)
- El premio Venus (1955)
- Mañanas de sol (1955)
- María (1955)
- Mascota (1955)
- Medio millón (1955)
- Orgullo (1955)
- Prefiero olvidarte (1955)
- Puntos de vista (1955)
- Siempre lo mismo (1955)
- Torre nueva (1955)
- Un mundo de diferencia (1955)
- Una herencia y dos conflictos (1955)
- Abuelo y nieta (1956)
- Corazones en peligro (1956)
- Desamparados (1956)
- Doña "Pergaminos" (1956)
- Isabella (1956)
- La escapatoria (1956)
- Para toda la vida (1956)
- Un encuentro casual (1956)
- Un mundo de sombras (1956)
- Una buena chica (1956)
- Una mujer diferente (1956)
- Villa Colombia (1956)
- ¿Cuál de las dos? (1957)
- Amar en silencio (1957)
- Amores imprevistos (1957)
- Anunciada (1957)
- El hombre de las cavernas (1957)
- El profesor (1957)
- La desconocida (1957)
- Los narcisos (1957)
- Los pesares de tía Margarita (1957)
- Martas cibelinas (1957)
- Sorpresas matrimoniales (1957)
- Una muchacha corriente (1957)
- A orillas del río (1958)
- Bendito tesoro (1958)
- Como un juguete (1958)
- Crucero por mar (1958)
- Dos mujeres en una vida (1958)
- El secreto de unos ojos (1958)
- El señorito Carlos (1958)
- María era su nombre (1958)
- Mi querida Ninón (1958)
- Miedo ante el futuro (1958)
- No es fácil olvidar (1958)
- Penélope (1958)
- Zoraida (1958)
- Buscando un príncipe (1959)
- Corresponsal de prensa (1959)
- El diplomático (1959)
- El estudio (1959)
- El novio de Matilde (1959)
- El rapto (1959)
- Ella y su rival (1959)
- Falso matrimonio (I) (1959)
- Jóvenes y enamorados (1959)
- Juventud (1959)
- La chica del perro (1959)
- La doctora (1959)
- La insignificante (1959)
- La millonaria (1959)
- La venganza (1959)
- Las locuras de Aurora (1959)
- Marta (1959)
- Milagros de amor (1959)
- Vacaciones (1959)
- Vida nueva (1959)
- Virginia (1959)
- Demasiado fuerte (1960)
- La inconquistable (1960)
- La pequeña espía (1960)
- La tímida bruja (1960)
- Los Robles (1960)
- Luz (1960)
- Palabras bonitas (1960)
- Sin temor (1960)
- Una muchacha inexperta (1960)
- Así era mi amor (1961)
- Colores (1961)
- El conquistador (1961)
- Hay un secreto en mi vida (1961)
- Ilusiones (1961)
- Limpio y claro (1961)
- Maite (1961)
- No puedo quererte (1961)
- Siempre (1961)
- Su propia historia (1961)
- Tentaciones (1961)
- Una muchacha de Bilbao (1961)
- Camping (1962)
- Disputas de amor (1962)
- El mensaje (1962)
- Encuentros en el puente (1962)
- Falso matrimonio (II) (1962)
- Ladrones en la Costa Azul (1962)
- Lo inevitable (1962)
- Matrimonio (1962)
- Problemas de amor (1962)
- Sinceridad (1962)
- Temple de triunfadores (1962)
- Trampa para enamorados (1962)
- Un hombre frío (1962)
- Una apuesta entre amigos (1962)
- ¡Llévame contigo! (1963)
- Baile en la ópera (1963)
- Buenas intenciones (1963)
- Caprichos sublimes (1963)
- Clases de música (1963)
- La casa en el aire (1963)
- La deuda (1963)
- La periodista (1963)
- Lejana pasión (1963)
- Margarita (1963)
- No me olvides (1963)
- Queda el amor (1963)
- Querer de verdad (1963)
- Quiero besarte (1963)
- Sobre la arena (1963)
- Sonrisas (1963)
- Su pasión (1963)
- Un novio difícil (1963)
- Una locura maravillosa (1963)
- Una medalla de oro (1963)
- Una rica heredera (1963)
- Bodas al por mayor (1964)
- Cobardía (1964)
- Como en el cine (1964)
- Cómplices (1964)
- Con todas las de la ley (1964)
- Doris (1964)
- El corazón de Paula (1964)
- El primer juramento (1964)
- Ella y su doctor (1964)
- En tus brazos (1964)
- La maestrita (1964)
- Los prados verdes (1964)
- Miradas compartidas (1964)
- Mónica (1964)
- Parejas confundidas (1964)
- Penas del corazón (1964)
- Quiéreme, doctor (1964)
- Será para siempre (1964)
- Sonrisas deslumbrantes (1964)
- Susana (1964)
- Tus ojos azules (1964)
- Un hombre misterioso (1964)
- Un magnífico negocio (1964)
- Un señor importante (1964)
- Una chica vulgar (1964)
- Una enfermera rubia (1964)
- Una pareja obstinada (1964)
- Aventura (1965)
- Complicaciones (1965)
- Contrato matrimonial (1965)
- Dos enamorados (1965)
- El amor es un juego peligroso (1965)
- El concierto (1965)
- El orgulloso vecino (1965)
- Entre la niebla (1965)
- Entre los dos (1965)
- Eres todo un hombre (1965)
- Hacerte llorar (1965)
- Jugar al amor (1965)
- Juntos en domingo (1965)
- La chica de los pájaros (1965)
- La verdad (1965)
- Lección de amor (1965)
- María del Mar (1965)
- Omar (1965)
- Presagios (1965)
- Presentimientos (1965)
- Soledad (1965)
- Te esperaba (1965)
- Te lo juro (1965)
- Un noviazgo vulgar (1965)
- Una historia increíble (1965)
- Una vida en las manos (1965)
- Una vida nueva (1965)
- Amaya (1966)
- Carlota (1966)
- Como tú quieras (1966)
- Con toda confianza (1966)
- Demasiado íntegro (1966)
- Días de fiesta (1966)
- El buen camino (1966)
- El embustero (1966)
- El rico americano (1966)
- El señorito Juan (1966)
- Encrucijada (1966)
- Es la vida (1966)
- Espíritu rebelde (1966)
- La ausente (1966)
- La carrera (1966)
- La estafadora (1966)
- La maravilla (1966)
- La pequeña loca (1966)
- La secretaria (1966)
- Las gemelas (1966)
- Laura (1966)
- Los mejores recuerdos (1966)
- Sabor a lágrimas (1966)
- Un brazo sobre el hombro (1966)
- Valentina (1966)
- Andrea (1967)
- Aprendiz de espía (1967)
- Cuenta nueva (1967)
- El difícil camino (1967)
- El hijo pródigo (1967)
- El niño herido (1967)
- El tesoro (1967)
- Enamorar a mi mujer (1967)
- Fugitivos y enamorados (1967)
- Grandes almacenes (1967)
- La chica del suéter ajustado (1967)
- La conquista (1967)
- La enfermera italiana (1967)
- La espera (1967)
- La intérprete (1967)
- La poderosa (1967)
- La policía pelirroja (1967)
- Lo quiero todo (1967)
- Mi reposo (1967)
- No me dejes sola (1967)
- Noche de guardia (1967)
- Noches de espera (1967)
- Nuestro futuro (1967)
- Por casualidad (1967)
- Propiedad indiscutible (1967)
- Rencores (1967)
- Soy feliz (1967)
- Sueños (1967)
- Sueños sin precio (1967)
- Un poco de amor (1967)
- Un príncipe azul (1967)
- Victoria (1967)
- Al mismo paso (1968)
- Bebé (1968)
- Como tú deseabas (1968)
- Como una niña (1968)
- Conflictos matrimoniales (1968)
- Corazón enamorado (1968)
- El capricho (1968)
- El humorista (1968)
- El nido (1968)
- Enemigo infantil (1968)
- Háblame de amor (1968)
- Hasta la muerte (1968)
- La "princesa" Carlota (1968)
- La cabaña (1968)
- La campeona (1968)
- La conciencia (1968)
- Lágrimas y risas (1968)
- Magda (1968)
- Marian (1968)
- O todo o nada (1968)
- Recordaremos juntos (1968)
- Siempre la verdad (1968)
- Sin fronteras (1968)
- Sólo en la mirada (1968)
- Su destino estaba escrito (1968)
- Trastornos familiares (1968)
- Un valle maravilloso (1968)
- Ansia… de olvidar (1969)
- Confidencialmente (1969)
- Demasiada confianza (1969)
- Dos chiquillos (1969)
- El aire que respiras (1969)
- El amor siempre espera (1969)
- El egoísta (1969)
- El pobre enamorado (1969)
- El sufrimiento (1969)
- La casa sin nombre (1969)
- La misma locura (1969)
- La niña rubia (1969)
- Matrimonio blanco (1969)
- Nuestro camino (1969)
- Nuestro nido (1969)
- Por ti (1969)
- Porvenir radiante (1969)
- Tres peticiones (1969)
- Un futuro para los dos (1969)
- Una feliz realidad (1969)
- Una niña candorosa (1969)
- Una vida por otra (1969)
- Valientemente (1969)
- Amor sin sombras (1970)
- Amor, sencillamente (1970)
- Cinco años perdidos (1970)
- Con todo mi amor (1970)
- Desconfiaba de los hombres (1970)
- Dulzura (1970)
- El amor tiene su ley (1970)
- El compromiso (1970)
- En cierto modo (1970)
- Historia de dos hermanas (1970)
- Luna de miel tormentosa (1970)
- Mi pobre pequeña (1970)
- Mi propiedad privada (1970)
- Nina (1970)
- No dejé de quererte (1970)
- No era una muñeca (1970)
- Sentirse mujer (1970)
- Seré tu esposa (1970)
- Sin palabras (1970)
- Sólo quedaba el amor (1970)
- Toda una aventura (1970)
- Tú eres el amor (1970)
- Unidos para siempre (1970)
- ¡Querida mía! (1971)
- ¿Qué vas a hacer conmigo? (1971)
- ¿Te casarías conmigo? (1971)
- A tiempo de amarte (1971)
- Al estar en tus brazos (1971)
- Amor impaciente (1971)
- Conseguir tu amor (1971)
- Contigo para siempre (1971)
- Di que me amas (1971)
- Di que me perdonas (1971)
- Difícil promesa (1971)
- El matrimonio o nada (1971)
- El mejor de los caprichos (1971)
- Entre besos y lágrimas (1971)
- Estarás siempre a mi lado (1971)
- Estás a salvo (1971)
- He venido a buscarte (1971)
- Iré contigo (1971)
- Llévame siempre así (1971)
- Más fuerte que el dinero (1971)
- Mi amor quedará contigo (1971)
- Mi dulce esposa (1971)
- Mi dulce María (1971)
- Mi pobre Baby (1971)
- No estabas a mi lado (1971)
- No me dejes caer (1971)
- No puedo creerte (1971)
- No se puede vivir odiando (1971)
- Nuestra aventura (1971)
- Nuestros dos amores (1971)
- Quédate a mi lado (1971)
- Quería un marido (1971)
- Quiero volver a verte (1971)
- Se llama amor (1971)
- Sé que te amo (1971)
- Secreto de amor (1971)
- Sentir tu calor (1971)
- Siempre te amé (1971)
- Sin hacerte daño (1971)
- Sin ti nada importa (1971)
- Solamente tuya (1971)
- Sólo tendremos un amor (1971)
- También me tienes a mí (1971)
- Te cegaba el odio (1971)
- Te lo diré toda la vida (1971)
- Te prefiero a ti (1971)
- Tendrás que casarte conmigo (1971)
- Tienes que ayudarme (1971)
- Todo un caballero (1971)
- Todos tus deseos (1971)
- Tú eres única (1971)
- Tú estabas en mí (1971)
- Tú me gustas siempre (1971)
- Tu pelo rojo (1971)
- Un futuro reciente (1971)
- Un marido exigente (1971)
- Una red de oro (1971)
- Ven (1971)
- Vocación de esposa (1971)
- Ahora eres una mujer (1972)
- Con amor (1972)
- Eres un bebé (1972)
- Mi nombre en tus labios (1972)
- Mi nueva pasión (1972)
- Serás mi reina (1972)
- Sin ti, no podría vivir (1972)
- Tú eres mi vida (1972)
- Tú lo eres todo (1972)
- Un amor para toda la vida (1972)
- Vas a ser mi mujer (1972)
- Y tú vendrás conmigo (1972)
- Entre realidades y sueños (acuario) (1972)
- No faltará el amor (sagitario) (1972)
- No podía dejarte sola (1973)
- Querida mia (1973)
- Te llevaba en el corazón (1973)
- Una lucha de amor (1973)
- Únicamente tú (1973)
- Yo sabía que vendrías (1973)
- Lo más bonito del mundo (1975)

| - El hombre que no quería equivocarse (1981) - Noches de otoño (1981) - Todo empezó en París (1981) - Contra viento y marea (1982) - Encuentros en Ginebra (1982) - Estaré esperándote (1982) - Las campanas de la ilusión (1982) - Entre dos hombres (1983) - Inés (1983) - La periodista indiscreta (1983) - Un futuro lleno de esperanza (1983) | - Gartzelako Ateak (1981) - Damurik Gabe (1982) |